# World Opponent Network
World Opponent Network (lub WON) – system zabezpieczający przed piractwem do sprawdzania poprawności klucza CD, podczas korzystania z systemu gry wieloosobowej w grach wydanych przez Vivendi Universal Games (włączając w to Sierra Entertainment, Universal Interactive oraz Blizzard Entertainment).
System został zamknięty w 2004 roku, a jego rolę przejął Steam, który został wykorzystany do dalszej dystrybucji takich gier jak Half-Life i Half-Life 2 oraz ich modyfikacji takich jak Counter-Strike oraz Counter-Strike: Source.